# 西藏自治区拉萨监狱
西藏自治区拉萨监狱是隶属于西藏自治区监狱管理局的监狱。该监狱坐落在西藏自治区拉萨市北郊的夺底沟。该监狱距离拉萨市区约有6公里。

## 沿革
该监狱创建于1965年3月，当时名为西藏自治区筹备委员会劳教处建筑队。1980年代初，随着机构改革，劳改单位也面临精简和调整，该建筑队和第一劳改支队、第五劳改支队、劳改局汽车队合并，移交西藏自治区公安厅管理，称为西藏自治区公安厅第一劳改队。后来，根据中共西藏自治区党委、西藏自治区人民政府的决定，1992年3月该劳改队由西藏自治区公安厅整建制移交给西藏自治区司法厅管理。1994年，该劳改队改为西藏自治区桑伊监狱。1995年，该监狱更名为西藏自治区拉萨监狱。

## 医疗及服务设施
该监狱设有医务所。西藏自治区司法中心医院也为该监狱囚犯服务。